# بکشوو
بکشوو (به لاتین: Bekeshevo) یک منطقهٔ مسکونی در روسیه است که در باشقیرستان واقع شده‌است.